# Palacete Normando
O Palacete Normando é um casarão histórico localizado na cidade do Recife, capital do estado brasileiro de Pernambuco. Funciona atualmente como casa de recepções.

## História
O palacete, em estilo normando, foi classificado como Imóvel Especial de Preservação (IEP). Está localizado na Rua José de Alencar, número 367, bairro da Boa Vista.